# Rhodopina pubereoides
Rhodopina pubereoides är en skalbaggsart som först beskrevs av Stefan von Breuning 1956.  Rhodopina pubereoides ingår i släktet Rhodopina och familjen långhorningar. Inga underarter finns listade i Catalogue of Life.